# Centrale autonome des travailleurs (Chili)
Pour les articles homonymes, voir Centrale autonome des travailleurs.
La Central Autónoma de Trabajadores de Chile (CAT - Centrale autonome des travailleurs du Chili) est une centrale syndicale chilienne créée en 1995. Elle est affiliée à la Confédération syndicale internationale.